# Graptomyza cynocephala
Graptomyza cynocephala är en tvåvingeart som beskrevs av Kertesz 1914. Graptomyza cynocephala ingår i släktet Graptomyza och familjen blomflugor.
Artens utbredningsområde är Taiwan. Inga underarter finns listade i Catalogue of Life.